# 艾伦·奥尔·安德森
艾伦·奥尔·安德森（英语：Alan Orr Anderson；1879年-1958年12月9日）是一位苏格兰历史学者和编者。艾伦·奥尔·安德森由牧师约翰·安德森和安·马森所生。他先后受教于爱丁堡王家高中和爱丁堡大学，并于两所学校毕业。
艾伦·奥尔·安德森受到五年卡基耐基金的资助后，于1908年出版了《英格兰人的编年史中对苏格兰人的历史记载》，该书是相当丰富的1286年前的有关苏格兰的史料汇编，该书所选140种史料中，除了是英格兰人写的，就是写于英格兰的。该书出版14年后，他又出版了两卷名为《苏格兰人从公元500年至1286年的历史的早期史料》，这是部同前者类似的史料选集，只不过此书所选史料为非英语资料（绝大多数为盖尔语资料），而且同前者比较规模更为宏大，选了540余种史料，并参考了大量当时对这些史料的研究资料。从某种意义上说，后者的编辑工作与威廉·福布斯·斯基恩于1867年出版的《皮克特人和苏格兰人的编年史》有重叠之处，不过安德森与斯基恩不同的是，他把这些史料都翻译成了英语。
安德森常年在昏暗的灯光下阅读艰涩的手稿，可能使他视力下降。在一段时间内，他依靠他的研究生马乔里·坎宁安为他进行许多阅读。年龄相差三十岁的两人后在1932年结婚。
如今，大多数研究早期苏格兰历史的学者把艾伦·奥尔·安德森的三卷史料选当做其最重要的学术财产之一。而事实上，安德森并未选择发表他的一些苏格兰史学著作。在1990年和1991年，史料汇编的补充部分由斯坦福出版机构的保罗·沃特金斯出版。

## 部分著述
- Anderson, Alan Orr, Early Sources of Scottish History: AD 500–1286, 2 vols, Edinburgh: Oliver & Boyd, 1922; republished, Marjorie Anderson (ed.) Stamford, 1990
- Anderson, Alan Orr, Scottish Annals from English Chroniclers: AD 500–1286, London: David Nutt, 1908; republished, Marjorie Anderson (ed.) Stamford, 1991